# مصطفی خلیفه
مصطفی خلیفه (انگلیسی: Mustapha Khalif؛ زادهٔ ۱۰ اکتبر ۱۹۶۴) بازیکن فوتبال اهل مراکش بود.
از باشگاه‌هایی که در آن بازی کرده‌است می‌توان به باشگاه فوتبال الرجا اشاره کرد.
وی همچنین در تیم ملی فوتبال مراکش بازی کرده‌است.